# Adolfo Díaz (zapaśnik)
Adolfo Anselmo Díaz Gutiérrez (ur. 12 listopada 1924) – argentyński zapaśnik walczący w obu stylach. Olimpijczyk z Melbourne 1956, gdzie zajął siódme miejsce w stylu klasycznym i ósme w stylu wolnym. Walczył w kategorii do 57 kg.
Srebrny medalista igrzysk panamerykańskich w 1951 i 1955 roku.

## Letnie Igrzyska Olimpijskie 1956
| Konkurencja          | Rundy eliminacyjne  | Rundy eliminacyjne    | Rundy eliminacyjne | Klas. końcowa |
| Konkurencja          | Przeciwnik I        | Przeciwnik II         | Przeciwnik III     | Miejsce       |
| -------------------- | ------------------- | --------------------- | ------------------ | ------------- |
| 57 kg styl klasyczny | Joe Sweeney (AUS) Z | Reijo Nykänen (FIN) P | Imre Hódos (HUN) P | 7.            |

| Konkurencja      | Rundy eliminacyjne       | Rundy eliminacyjne    | Rundy eliminacyjne    | Klas. końcowa |
| Konkurencja      | Przeciwnik I             | Przeciwnik II         | Przeciwnik III        | Miejsce       |
| ---------------- | ------------------------ | --------------------- | --------------------- | ------------- |
| 57 kg styl wolny | Omer Vercouteren (BEL) Z | Fred Kämmerer (DDR) P | Minoru Iizuka (JPN) P | 8.            |